# Klokan medvědí
Klokan medvědí (Dendrolagus ursinus) je vačnatec z čeledi klokanovití (Macropodidae) a rodu tzv. stromových klokanů – Dendrolagus.

## Systematika
Jde o prvního zástupce stromových klokanů, jenž byl objeven západními přírodovědci a posléze vědecky popsán. Stalo se tak na konci 20. let 19. století a objeviteli se stali přírodovědci z plachetnice Triton, jejichž úkolem bylo získat přírodovědné vzorky z nizozemských kolonií v jihovýchodní Asii. Klokany, místními nazývané „wangoerie“, odchytili na severozápadním pobřeží ostrova. Vědecký popis zhotovil roku 1836 holandský zoolog Coenraad Jacob Temminck, jím zvolené jméno Hypsiprymnus ursinus je dnes chápáno jako synonymní k platnému pojmenování Dendrolagus ursinus.

## Popis
Klokan medvědí dosahuje délky těla 50 až 82 cm, délky ocasu 41 až 94 cm a tělesné hmotnosti 8 kg. Jakožto u zástupce stromových klokanů u něj lze vypozorovat různé adaptace pro život ve stromovém patře, například mohutné šplhavé končetiny vybavené příchytnými polštářky a hákovitými drápy; nebo dlouhý ocas, jenž sice nemá chápavou funkci, ale slouží jako balanční orgán. Klokan medvědí patří mezi vývojově odvozenější zástupce rodu Dendrolagus, u nichž se objevuje evoluční trend ve zkracování chodidel. Srst je dlouhá a lesklá, s černým zbarvením, osrstění spodních partií je spíše kávové. Obličej má hnědé zbarvení, s bílými či načervenalými tvářemi a bílým hrdlem. Na uších vyrůstají typické chomáčky srsti, pro stromové klokany jedinečné.

## Ekologie a chování
Jeho domovinou je západní část ostrova Nová Guinea (poloostrovy Ptačí hlava a Fak Fak). Přežívá pouze v tropických horských lesích o nadmořské výšce 1 000 až 2 500 m n. m.  O návycích tohoto druhu ve volné přírodě však bylo na základě jeho skrytého způsobu života zjištěno jen málo informací. Aktivní je po setmění a živí se listím a plody; podle některých záznamů plody v jeho jídelníčku dokonce dominují, čímž by představoval výjimku mezi jinak primárně listožravými stromovými klokany. Na základě srovnání s ostatními druhy stromových klokanů se odhaduje, že se klokan medvědí může rozmnožovat po celý rok, délka březosti trvá asi jeden měsíc a okolo 300 dní se mládě následně vyvíjí v matčině vaku. V zajetí se věk dožití může vyšplhat až na 20 let.

## Ohrožení
Mezinárodní svaz ochrany přírody klasifikuje klokana medvědího jako zranitelný druh s klesající populací. Hrozbou je jak ztráta původních lesů, jež ustupují zemědělské půdě, tak lov ze strany místních pro chutné maso.